# Miguel de Ardiles
Miguel de Ardiles (Córdoba, España, 1515 - 1596) fue un militar y conquistador español, teniente de gobernador general de Santiago del Estero en el año 1557. Se destacó por su activa participación en la conquista del actual territorio del Noroeste argentino y por haber ocupado numerosos cargos públicos. En todo este trajín expedicionario, se destacó su personalidad por la bondad de su trato y la ayuda que prestaba a los expedicionarios. Lo llamaban “padre de los pobres y amparo de las milicias”, porque teniendo entraña de misericordia, nada reservaba para alivio de las necesidades comunes y particulares.

## Biografía
Nació en el año 1515, en Córdoba, España. Era sobrino de Francisco de Aguirre y llegó a América junto con él. Entró al Tucumán integrando la expedición de Diego de Rojas. Muerto este jefe, continuó junto al capitán Francisco de Mendoza hasta la región de los comechingones, y llegó al río Paraná en 1545. En 1546 participó en la guerra civil en Perú, enfrentando a Pizarro. Fue uno de los soldados a quien Pedro de la Gasca quiso gratificar incluyéndolo en la conquista del Tucumán.
Formó parte de la entrada de Juan Núñez de Prado, para quien ayudó a conseguir gente para su expedición. Partió de Potosí en 1549, pero tuvo que acampar en Chicoana y esperar durante veinte meses que Juan de Santa Cruz llegara desde el Perú con refuerzos para Núñez de Prado. Como no llegaban, regresó a Potosí junto a Nicolás Carrizo a buscarlos. Cuando volvía con los refuerzos, el 24 de junio de 1550 se encontró en Cotagaita con Francisco de Villagra, quien le arrebató todo el auxilio que conducía para Núñez (hombres, armas, pólvora, herrajes, etc.). Como debieron regresar al Perú a buscar más gente, no pudieron participar de la fundación de El Barco I en ese mismo año.
En Potosí sólo pudieron juntar dieciséis hombres, entre ellos Juan Gregorio Bazán, Pedro de Villarreal y Alonso Abad y partieron nuevamente al Tucumán, donde alcanzaron a Núñez de Prado en mayo de 1551.
Ardiles es uno de los destacados conquistadores del Tucumán. Integró el grupo fundador de las ciudades de El Barco II en 1551 y el El Barco III en 1552. Debió luchar contra los aborígenes y el hambre. Casi no tenían armas ni con qué comprarlas, vestían con cueros de leones, fabricaban sus camisas con cáñamo, comían el maíz de los naturales de la zona y muchas veces raíces, cardones y hasta víboras. Carecían del auxilio espiritual ya que no tenían sacerdotes que los acompañaran.
En 1553, Miguel de Ardiles estuvo presente en la fundación de la ciudad de Santiago del Estero e integró el primer Cabildo de esa ciudad. En 1554 fue regidor y alcalde ordinario. Fue él quien tomó juramento a Francisco de Aguirre para el cargo de teniente de gobernador general.
Le cupo defender la ciudad en 1564 de los ataques aborígenes hasta que Hernando de Aguirre llegó desde Chile con refuerzos. En 1565, junto a su hijo, participaron de la fundación de San Miguel de Tucumán. 
En 1573, acompañó a Jerónimo Luis de Cabrera en la fundación de Córdoba y en 1574 acompañó a Alonso de Cámara en la exploración y descubrimiento del camino de Córdoba a Santa Fe. También estuvo presente junto a Juan Pérez de Zurita en las fundaciones de Córdoba de Calchaquí, Cañete y Londres. Cuando hubo que fundar la ciudad de Salta en 1582, aportó cien carneros y cuatro caballos, y él mismo fue de la partida.
Fue también procurador general de la ciudad de Santiago del Estero en 1580, 1586 y 1596; regidor en muchas oportunidades, alcalde de la Santa Hermandad en 1593, fiel ejecutor, alférez real en 1591. En mérito a sus servicios a la corona se hizo acreedor de tierras y mercedes.
Falleció en el año 1596.

## Matrimonios y descendencia
Contrajo matrimonio dos veces: primero con Constanza de Lugo y luego con Bárbola de Medina, hija de Gaspar de Medina. Con ella tuvo a Miguel de Ardiles “el segundo” (1590-1645), que fuera alcalde de primer voto en 1630, teniente de gobernador y justicia mayor en 1640, aunque no ocupó en la crónica de aquella época la posición espectable de su padre. Ardiles (h) se casó con Antonia de Cabrera, hija de Pedro Luis de Cabrera y Villarroel, es decir, nieta de los fundadores de Córdoba y San Miguel de Tucumán (Jerónimo Luis de Cabrera y Diego de Villarroel). Otra hija del conquistador, Mariana, se casó con el capitán Alonso de Vera y Aragón.

## Teniente de gobernador general de Santiago del Estero (1557-1558)
El designado corregidor de Chile, capitán Francisco de Villagra, investido el 11 de mayo de 1556, designó a Ardiles –persona de su máxima confianza- como su teniente de gobernador general de Santiago del Estero, quien asumió en 1557. Fue el propio Ardiles quien llegó desde Chile portando esa designación.
Inmediatamente fue reconocido por el Cabildo, por Rodrigo de Aguirre, por los demás subordinados y aún por los propios revoltosos de ese año. Pudo restablecer la paz en Santiago del Estero y permaneció en el cargo hasta la llegada de su sucesor.
Curiosamente, antes de que Ardiles tomara posesión del mismo, ya se conocía la noticia de que Juan Pérez de Zurita sería el sucesor.